# Ostatni garnitur
Ostatni garnitur (hiszp. El último traje) – hiszpańsko-argentyński dramat obyczajowy z 2017 roku w reżyserii Pablo Solarza.

## Produkcja
Film stanowi argentyńsko-hiszpańską koprodukcję zrealizowaną przez sześć wytwórni filmowych, w tym Tornasol Films i Patagonik Film Group, przy współpracy z Movistar+. Zdjęcia zrealizowano w Warszawie i Łodzi (m.in. w podwórku kamienicy przy ul. Piotrkowskiej 122). Premiera filmu odbyła się 6 października 2017 roku w Hiszpanii.

## Fabuła
Film przedstawia historię żydowskiego krawca, Abrahama Burszteina, który wyjeżdża z Argentyny do Polski by odnaleźć przyjaciela, który pod koniec II wojny światowej uratował go przed śmiercią. Film został zainspirowany historią Żydów, którzy po wojnie emigrowali z Polski, z czasem odwiedzając rodzinne strony, oraz historią dziadka reżysera, który ocalał z holokaustu.

## Obsada aktorska
- Miguel Ángel Solá(inne języki) – Abraham Bursztein
- Ángela Molina – Maria
- Martín Piroyansky(inne języki) – Leo
- Natalia Verbeke – Claudia
- Olga Bołądź – Gosia
- Maciej Grubich – Abraham Bursztein w wieku 19 lat
- Jan Mayzel – Piotrek w wieku 90 lat
- Michał Sikorski – Piotrek w wieku 19 lat
- Jacek Lenartowicz – Olek
- Karolina Porcari – Natia[2]

## Nagrody i wyróżnienia
- 2018: Miami Film Festival(inne języki) – Laureat w kategorii najlepszy film fabularny: Pablo Solarz
- 2018: Seattle International Film Festival(inne języki)
  - Laureat Złotej Kosmicznej Igły w kategorii najlepszy aktor: Miguel Ángel Solá
  - Nominacja do Złotej Kosmicznej Igły w kategorii najlepszy reżyser: Pablo Solarz
  - Nominacja do Złotej Kosmicznej Igły w kategorii najlepszy film: Pablo Solarz
- 2018: Skip City International D-Cinema Festival(inne języki)
  - Laureat nagrody publiczności: Pablo Solarz
  - Nominacja w kategorii film fabularny: Pablo Solarz
- 2018: Academy of Motion Picture Arts and Sciences of Argentina Awards(inne języki)
  - nominacja w kategorii najlepszy aktor: Miguel Ángel Solá
  - nominacja w kategorii najlepszy projekt kostiumu: Montse Sancho
- 2018: Philadelphia Jewish Film Festival(inne języki) – nagroda publiczności w kategorii najlepsza narracja
- 2018: Atlanta Jewish Film Festival(inne języki) – nagroda publiczności w kategorii najlepsza narracja: Pablo Solarz
- 2018: Havana Film Festival New York(inne języki) – Laureat nagrody Havana Star w kategorii najlepszy aktor: Miguel Ángel Solá
- 2018: Toronto Jewish Film Festival(inne języki) Toronto Jewish Film Festival – Laureat Nagrody publiczności: Pablo Solarz
- 2019: Argentinean Film Critics Association Awards(inne języki) – Nominacja do Srebrnego Kondora w kategorii najlepszy aktor: Miguel Ángel Solá[6].